# Morti nel 2010/Settembre
| Questa pagina contiene informazioni ricavate automaticamente dalle voci biografiche con l'ausilio del template Bio e di un bot. L'aggiornamento è periodico e automatico e ricostruisce completamente la pagina. Se manca una persona in questa lista, sei pregato di non aggiungerla, ma accertati piuttosto che la sua voce biografica contenga il template Bio e che i dati anagrafici siano correttamente compilati. Se il template Bio manca, inseriscilo tu stesso o, in alternativa, metti l'avviso {{tmp\|Bio}} che ne segnala la mancanza. Se i dati riportati sono sbagliati, correggi direttamente la voce biografica; le modifiche saranno visibili in questa lista entro pochi giorni. Per chiarimenti vedi il progetto biografie. La lista contiene solo le 155 persone che sono citate nell'enciclopedia e per le quali è stato implementato correttamente il template Bio. Pagina aggiornata al 18 giu 2025. |

- 1º settembre - Franco Morgan, doppiatore italiano (n. 1930)
- 1º settembre - Gino Donato, attore e doppiatore italiano (n. 1927)
- 1º settembre - Vittorio Folonari, bobbista italiano (n. 1915)
- 1º settembre - Cammie King, attrice statunitense (n. 1934)
- 2 settembre - Giulio Cattaneo, scrittore, critico letterario e italianista italiano (n. 1925)
- 2 settembre - Shmuel Eisenstadt, sociologo israeliano (n. 1923)
- 2 settembre - Valerij Ustjužin, sollevatore sovietico (n. 1945)
- 3 settembre - Aleh Bjabenin, giornalista bielorusso (n. 1974)
- 3 settembre - Dušan Lukášik, cestista e allenatore di pallacanestro cecoslovacco (n. 1932)
- 3 settembre - Robert Schimmel, comico e cabarettista statunitense (n. 1950)
- 3 settembre - Mario Tiengo, medico italiano (n. 1922)
- 3 settembre - José Augusto Torres, calciatore e allenatore di calcio portoghese (n. 1938)
- 4 settembre - Silvio Naldi, calciatore italiano (n. 1921)
- 4 settembre - Rudolf Pellar, attore, cantante e traduttore cecoslovacco (n. 1923)
- 5 settembre - Guillaume Cornelis van Beverloo, pittore e scultore belga (n. 1922)
- 5 settembre - Jean-Louis Maubant, critico d'arte francese (n. 1943)
- 5 settembre - Mario Musiello, allenatore di calcio e calciatore italiano (n. 1946)
- 5 settembre - Lewis Nkosi, scrittore e giornalista sudafricano (n. 1936)
- 5 settembre - Jefferson Thomas, attivista statunitense (n. 1942)
- 5 settembre - Shōya Tomizawa, pilota motociclistico giapponese (n. 1990)
- 5 settembre - Angelo Vassallo, politico italiano (n. 1953)
- 6 settembre - Clive Donner, regista e montatore britannico (n. 1926)
- 6 settembre - Carlos Heidel Feresin, calciatore brasiliano (n. 1928)
- 7 settembre - Marcella Di Folco, attivista, attrice e politica italiana (n. 1943)
- 7 settembre - John Kluge, imprenditore tedesco (n. 1914)
- 7 settembre - Glenn Shadix, attore statunitense (n. 1952)
- 7 settembre - Wilebaldo Solano, politico spagnolo (n. 1916)
- 7 settembre - Anders Svela, allenatore di calcio e calciatore norvegese (n. 1939)
- 7 settembre - Piero Vivarelli, regista, sceneggiatore e attore italiano (n. 1927)
- 8 settembre - Gianna Alfieri, cestista italiana (n. 1921)
- 8 settembre - Jenny Alpha, attrice e cantante francese (n. 1910)
- 8 settembre - Rosemarie Dexter, attrice britannica (n. 1944)
- 8 settembre - Bernice Lapp, nuotatrice statunitense (n. 1917)
- 8 settembre - Jean Samuel, scrittore francese (n. 1922)
- 8 settembre - Luigi Spadoni, calciatore italiano (n. 1921)
- 8 settembre - Israel Tal, generale israeliano (n. 1924)
- 8 settembre - George Christopher Williams, biologo statunitense (n. 1926)
- 9 settembre - Ivano Davoli, attore e giornalista italiano (n. 1931)
- 9 settembre - Peter Dzúrik, calciatore slovacco (n. 1968)
- 9 settembre - Bent Larsen, scacchista danese (n. 1935)
- 9 settembre - Anna Leopardi, nobile italiana (n. 1918)
- 9 settembre - Fridrich Marjutin, calciatore sovietico (n. 1924)
- 9 settembre - Rauno Mäkinen, lottatore finlandese (n. 1931)
- 9 settembre - Riccardo Sarfatti, designer, imprenditore e politico italiano (n. 1940)
- 10 settembre - Francesco Salerno, politico italiano (n. 1948)
- 10 settembre - E. C. Tubb, scrittore britannico (n. 1919)
- 11 settembre - Thomas Henry Bingham, giudice britannico (n. 1933)
- 11 settembre - Bärbel Bohley, attivista e pittrice tedesca (n. 1945)
- 11 settembre - Harold Gould, attore statunitense (n. 1923)
- 11 settembre - Ron Kramer, giocatore di football americano statunitense (n. 1935)
- 11 settembre - Kevin McCarthy, attore statunitense (n. 1914)
- 11 settembre - Taavi Peetre, pesista e discobolo estone (n. 1983)
- 11 settembre - Michele Perriera, scrittore e regista italiano (n. 1937)
- 11 settembre - Diego Rodríguez Cano, calciatore uruguaiano (n. 1988)
- 11 settembre - Mike Shaw, wrestler statunitense (n. 1957)
- 12 settembre - Pietro Calabrese, giornalista italiano (n. 1944)
- 12 settembre - Claude Chabrol, regista, sceneggiatore e attore francese (n. 1930)
- 12 settembre - Antonina Pirožkova, ingegnere e scrittrice russa (n. 1909)
- 12 settembre - Karl Schirra, calciatore tedesco (n. 1928)
- 12 settembre - Claudia Vinciguerra, giornalista, critica cinematografica e critica televisiva italiana (n. 1923)
- 12 settembre - Giulio Zignoli, calciatore italiano (n. 1946)
- 13 settembre - Carlo Henke, karateka italiano (n. 1937)
- 13 settembre - Paul S. Martin, geologo, paleontologo e zoologo statunitense (n. 1928)
- 13 settembre - Paolo Picozza, pittore e grafico italiano (n. 1970)
- 14 settembre - Mohammed Arkoun, islamista e filosofo berbero (n. 1928)
- 14 settembre - Caterina Boratto, attrice italiana (n. 1915)
- 15 settembre - Carlo Agresti, cornista italiano
- 15 settembre - Paolo Brunatto, regista italiano (n. 1935)
- 15 settembre - Adrianus Dirk Jacob Meeuse, botanico olandese (n. 1914)
- 15 settembre - Enrico Pelella, politico italiano (n. 1942)
- 15 settembre - Guido Turchi, compositore e critico musicale italiano (n. 1916)
- 16 settembre - Armand Catafago, cestista egiziano (n. 1926)
- 16 settembre - Mario Colarossi, velocista italiano (n. 1929)
- 16 settembre - James Dillion, discobolo e pesista statunitense (n. 1929)
- 16 settembre - Cvetan Golomeev, nuotatore bulgaro (n. 1961)
- 16 settembre - Mario Rodríguez Cobos, scrittore argentino (n. 1938)
- 16 settembre - Jack Sullivan, cestista e allenatore di pallacanestro statunitense (n. 1935)
- 16 settembre - Robert J. White, chirurgo statunitense (n. 1926)
- 16 settembre - Federico Guglielmo di Hohenzollern-Sigmaringen, nobile tedesco (n. 1924)
- 17 settembre - Christophe Bertrand, compositore francese (n. 1981)
- 17 settembre - Sergio Di Stefano, attore, doppiatore e direttore del doppiaggio italiano (n. 1939)
- 17 settembre - Bill Littlejohn, animatore e sindacalista statunitense (n. 1914)
- 17 settembre - Angelo Pierangeli, chirurgo italiano (n. 1932)
- 17 settembre - Alessandro Romani, militare italiano (n. 1974)
- 18 settembre - Øystein Gåre, allenatore di calcio norvegese (n. 1954)
- 18 settembre - Henning Helbrandt, calciatore danese (n. 1935)
- 18 settembre - Joe Holland, cestista statunitense (n. 1925)
- 18 settembre - Jill Johnston, attivista e giornalista statunitense (n. 1929)
- 18 settembre - John Kleeves, saggista italiano (n. 1948)
- 18 settembre - Egon Klepsch, politico tedesco (n. 1930)
- 18 settembre - Sam Kooistra, pallanuotista statunitense (n. 1935)
- 18 settembre - Bobby Smith, calciatore inglese (n. 1933)
- 18 settembre - Walter Womacka, pittore tedesco (n. 1925)
- 19 settembre - Francesco Adorno, filosofo e storico della filosofia italiano (n. 1921)
- 19 settembre - Buddy Collette, sassofonista, flautista e clarinettista statunitense (n. 1921)
- 19 settembre - Renzo Del Carria, storico italiano (n. 1924)
- 19 settembre - Joseph Kruskal, statistico e matematico statunitense (n. 1929)
- 19 settembre - László Polgár, basso ungherese (n. 1947)
- 20 settembre - Teresa Buonocore, italiana (n. 1959)
- 20 settembre - Fud Leclerc, cantante francese (n. 1924)
- 20 settembre - Robert Muller, filosofo e politico belga (n. 1923)
- 20 settembre - Eduard Novák, hockeista su ghiaccio ceco (n. 1946)
- 21 settembre - Grace Bradley, attrice statunitense (n. 1913)
- 21 settembre - John Crawford, attore statunitense (n. 1920)
- 21 settembre - Bernard Genoud, vescovo cattolico svizzero (n. 1942)
- 21 settembre - Sandra Mondaini, attrice, conduttrice televisiva e cantante italiana (n. 1931)
- 21 settembre - Amaro Viana Barbosa, calciatore brasiliano (n. 1937)
- 22 settembre - Jackie Burroughs, attrice, doppiatrice e regista britannica (n. 1939)
- 22 settembre - Eddie Fisher, cantante e attore statunitense (n. 1928)
- 22 settembre - Eleuterio Francesco Fortino, presbitero italiano (n. 1938)
- 22 settembre - Bruno Giorgi, allenatore di calcio e calciatore italiano (n. 1940)
- 22 settembre - Giant González, wrestler e cestista argentino (n. 1966)
- 22 settembre - Bridget O'Connor, sceneggiatrice e drammaturga britannica (n. 1961)
- 22 settembre - Alan Rudkin, pugile britannico (n. 1941)
- 22 settembre - Tito Terzi, fotografo italiano (n. 1936)
- 23 settembre - Salvatore Arena, politico e avvocato italiano (n. 1922)
- 23 settembre - Isabelle Borg, artista maltese (n. 1959)
- 23 settembre - Alessandro Cane, regista e attore italiano (n. 1945)
- 23 settembre - Teresa Lewis, criminale statunitense (n. 1969)
- 23 settembre - Fernando Riera, calciatore e allenatore di calcio cileno (n. 1920)
- 24 settembre - Lio Beghin, autore televisivo italiano (n. 1929)
- 24 settembre - Antal Farkas, attore ungherese (n. 1922)
- 24 settembre - Gennadij Ivanovič Janaev, politico sovietico (n. 1937)
- 24 settembre - Jure Robič, mountain biker e ciclista su strada jugoslavo (n. 1965)
- 24 settembre - Santiago Salfate, calciatore cileno (n. 1916)
- 25 settembre - Clelia Giacobini, microbiologa italiana (n. 1931)
- 25 settembre - Tshitenge Mukandila, calciatore della Repubblica Democratica del Congo (n. 1986)
- 26 settembre - Andrea Gasparino, presbitero e scrittore italiano (n. 1923)
- 26 settembre - Pierre Guffroy, scenografo francese (n. 1926)
- 26 settembre - Reino Kangasmäki, lottatore finlandese (n. 1916)
- 26 settembre - Edmeo Lugaresi, dirigente sportivo e imprenditore italiano (n. 1928)
- 26 settembre - Gloria Stuart, attrice e pittrice statunitense (n. 1910)
- 27 settembre - George Blanda, giocatore di football americano statunitense (n. 1927)
- 27 settembre - Le Sang, artista marziale vietnamita (n. 1920)
- 27 settembre - Sally Menke, montatrice statunitense (n. 1953)
- 27 settembre - Trevor Taylor, pilota automobilistico britannico (n. 1936)
- 28 settembre - Kurt Albert, alpinista e arrampicatore tedesco (n. 1954)
- 28 settembre - Mario Claut, calciatore italiano (n. 1929)
- 28 settembre - Héctor Croxatto Rezzio, fisiologo cileno (n. 1908)
- 28 settembre - Ezio Foppa Pedretti, imprenditore e dirigente d'azienda italiano (n. 1927)
- 28 settembre - Arthur Penn, regista e produttore cinematografico statunitense (n. 1922)
- 28 settembre - Józef Rubiś, fondista e biathleta polacco (n. 1931)
- 28 settembre - Erwin Stricker, sciatore alpino italiano (n. 1950)
- 28 settembre - Romina Yan, attrice, ballerina e cantante argentina (n. 1974)
- 29 settembre - Georges Charpak, fisico polacco (n. 1924)
- 29 settembre - Vincenzo Crocitti, attore italiano (n. 1949)
- 29 settembre - Tony Curtis, attore statunitense (n. 1925)
- 29 settembre - Alain Dhénaut, produttore televisivo francese (n. 1942)
- 29 settembre - Herm Fuetsch, cestista statunitense (n. 1918)
- 29 settembre - Eduardo Manchón, calciatore spagnolo (n. 1930)
- 29 settembre - Joe Mantell, attore statunitense (n. 1915)
- 29 settembre - Luciano Petech, orientalista e storico delle religioni italiano (n. 1914)
- 30 settembre - Oscar Avogadro, paroliere, cantante e compositore italiano (n. 1951)
- 30 settembre - Stephen J. Cannell, produttore televisivo, sceneggiatore e produttore cinematografico statunitense (n. 1941)
- 30 settembre - Piero Cusato, tastierista e compositore italiano (n. 1960)